# Kostel svatého Jana Nepomuckého (Žďár nad Sázavou)
Poutní kostel Svatého Jana Nepomuckého na Zelené hoře ve městě Žďár nad Sázavou patří mezi nejvýznamnější stavby barokní gotiky architekta Jana Blažeje Santiniho-Aichela. Tento vrcholný Santiniho výtvor byl roku 1994 zařazen na Seznam světových kulturních a přírodních památek UNESCO. Kostel stojí na Moravě na Zelené hoře (v těsné blízkosti česko-moravské hranice) v katastrálním území Zámek Žďár nedaleko bývalého cisterciáckého kláštera Studnice Blahoslavené Panny Marie.

## Historie
Záměr na stavbu římskokatolického poutního kostela pojal žďárský opat Václav Vejmluva v roce 1720 po otevření hrobu sv. Jana Nepomuckého. Stavba probíhala v letech 1720–1722 na jeho náklad. Smyslem stavby bylo především oslavit Jana Nepomuckého jako mocného patrona a světce. Základní kámen stavby byl položen 16. května 1720, chrám byl vysvěcen 27. září 1722.
V době vzniku stál kostel na travnatém vršku, který Václav Vejmluva pojmenoval Zelená hora (dříve se nazýval Černý les nebo Strmá hora) podle vrchu u Nepomuka, ze kterého pocházel Jan Nepomucký i první žďárští mniši.
Dne 16. července 1784 vzplanul v areálu žďárského kláštera požár, který se přenesl i na poutní kostel a zcela zničil jeho střechu. Dva měsíce nato byl klášter zrušen. Ovšem podařilo se péčí místních obyvatel a především péčí P. Matěje Sychry (1776–1830) areál zastřešit, a tím byl zachráněn pro budoucí generace. Prvním krokem k záchraně bylo zakrytí kostela prkny na základě sbírky, kterou uspořádal žďárský obchodník Josef Pluhař. O obnovu kostela se snažili mniši ze zrušeného kláštera i místní obyvatelé. Teprve v roce 1792 povolilo moravskoslezské gubernium kostel opravit, ovšem se dvěma podmínkami:
- kostel bude sloužit jako pohřební a do areálu bude přenesen hřbitov
- biskupství ani gubernium nepřispějí žádnými finančními prostředky, žadatelé doloží, že mají dost peněz na opravu i následný provoz. Pokud se tak nestane, bude kostel stržen a stavební materiál vydražen pro účely náboženského fondu.[5]

Okolí kostela bylo původně holé a zhruba v polovině 19. století byla Zelená hora zalesněna. Odlesnění okolí kostela začalo v roce 2006 a od roku 2007 je již okolí kostela v původním stavu.
Dne 27. srpna 2014 podepsali zástupci Národního památkového ústavu, Římskokatolické farnosti Žďár nad Sázavou-II a Biskupství brněnského dohodu o vydání majetku dle zákona o majetkovém vyrovnání s církvemi. Od 28. srpna tak je areál poutního kostela sv. Jana Nepomuckého na Zelené hoře majetkem farnosti.
Mezi lety 2016–2023 byl celý areál postupně opravován s cílem co nejvíce jej přiblížit původnímu stavu. Na jaře roku 2018 byla zahájena oprava vnějších povrchů stavby – omítek, dřevěných i kovových prvků.  Rozsáhlá komplexní rekonstrukce poutního kostela, která trvala celkem šest let a stála přibližně 60 milionů korun, byla dokončena v druhé polovině října 2021. Následovala obnova ambitů za asi 118 milionů korun, dokončená roku 2024, při které byly nad hlavní vchod vráceny kopie soch andělů-štítonošů, zničených požárem roku 1784.

## Popis

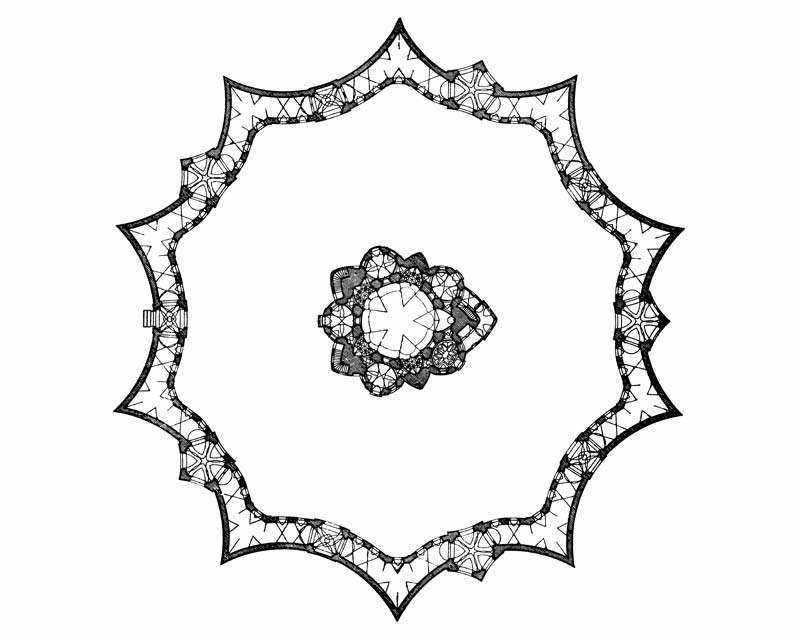
Půdorys areálu

Ústřední kostel i ambit, který jej obklopuje, jsou jednotně projektovanou a budovanou stavbou. Tvarosloví stavby je minimalistické a nesmírně účinné. Spojuje barokní a gotické prvky, čímž odkazuje k době, v níž žil, působil a byl umučen Jan Nepomucký. Konstrukce kostela vychází z geometrie kruhu, přičemž mnohonásobně opakuje číslo pět jako odkaz na pět hvězd Jana Nepomuckého, které se podle legendy objevily nad tělem mrtvého světce. Dobře tak ukazuje způsob, kterým Santini obvykle konstruoval své stavby prakticky pouze za použití kružítka, přičemž budoval celou stavbu pomocí úseků kružnic, jejichž poloměrem jsou zpravidla násobky základního modulu stavby. Používal přitom určitých číslic, které mají ikonografický význam. V jeho stavbách se proto často objevují čísla tři, pět, sedm, dvanáct atp. Na Zelené hoře je to vedle čísla pět ještě číslo tři, které je poukazem na Boží Trojici, a potom ve formě hvězd číslo šest, které je odkazem mariánským, mj. proto, že Nepomuk byl chápán i jako obzvláštní ctitel Panny Marie. Po obvodu kostela se tak střídá pět hrotitých kaplí s trojúhelníkovým půdorysem a pět kaplí oválných. Celý kostel přitom svou konstrukcí připomene řez chórem gotické katedrály a jeho opěrným systémem. Centralita kostela pak buduje vertikálu jako určitý symbolický poukaz. Tato vertikála totiž nutně táhne pohled návštěvníků vzhůru k nebi. O výjimečnosti této stavby svědčí např. vzájemný průnik složitých prostorových útvarů či dynamičnost stavební hmoty, popírající veškerou tíži zdiva.

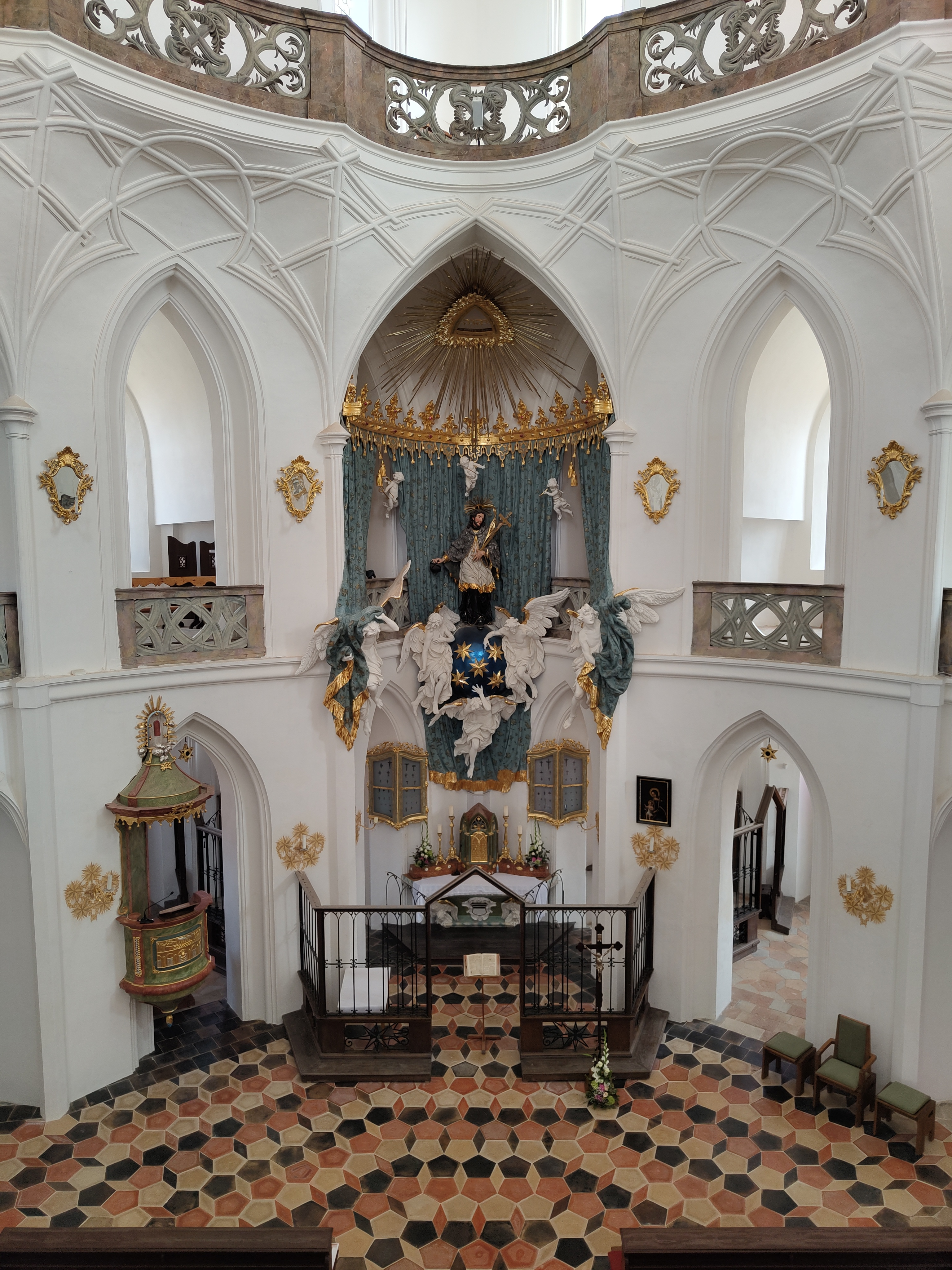
Pohled na hlavní oltář z první galerie

Stavba má tři podlaží, což může ukazovat na Santiniho symboliku, kterou promítal do architektonických projektů: motiv papežské tiáry (trojité koruny) a starozákonního Šalamounova chrámu v Jeruzalémě. V přízemí kostela jsou oválné obvodové kaple spojeny s ústředním válcovým prostorem užšími lomenými oblouky. Ústřední prostor je zaklenut kupolí s lunetami, která je nesena deseti pilíři. V prvním patře jsou tribuny odpovídající přízemním kaplím a ve druhém patře je vedena kolem paty klenby desetidílná galerie. Štuková dekorace se omezuje na motivy protínajících se a přesekávaných žeber připomínajících gotické síťové klenby. Tak jako na jiných stavbách, použil i zde Santini k budování prostoru světla zcela originálním způsobem. Vycházel přitom z barokní interpretace světla jako symbolu boží přítomnosti. Hovoří se proto o „sakrálním světle“. Světelné poměry interiéru kostela působí zvláštní paradox. Zatímco centrální prostor kostela je osvětlen pouze zprostředkovaně, jsou boční „ochozové“ části kostela hojně zality světlem. Toto světlo proniká do centrálního prostoru kostela lomenými oblouky umístěnými v místech, kde by správně měly být umístěny nosné pilíře. Tento paradox, ještě podtržený štukovou výzdobou, která vytváří paradoxní vztah mezi stěnou a klenbou na této stěně spočívající, má na návštěvníky působit dojmem, že stěna je pouhou skořápkou a stavba je vlastně budována a nesena světlem. Celý chrám pak je vlastně chápán také jako jakýsi relikviář, v němž je uložena relikvie jazyka svatého Jana Nepomuckého. Světcův jazyk je také vyobrazen na vrcholu klenby centrálního prostoru.

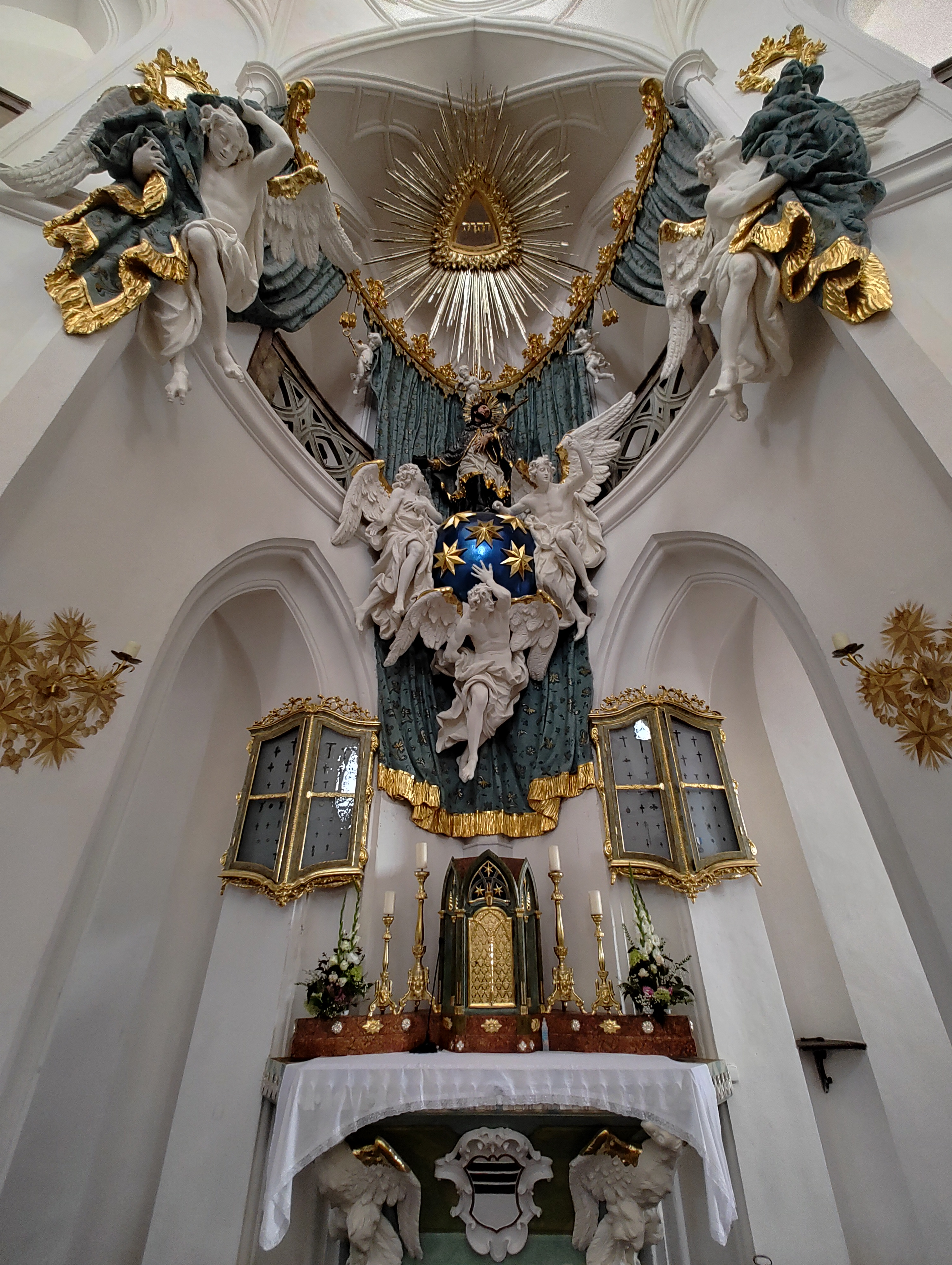
Detail hlavního oltáře

Hlavní oltář na východní straně je umístěn do vysoké arkády. Vrchol oltáře sahá až k zábradlí galerie druhého patra. Střed výklenku je tvořen teatrální scénou oslavy sv. Jana Nepomuckého, kterého vynášejí andělé do nebe. Světec stojí na kouli (nebeská klenba) ozdobenou pěti hvězdami. Počet velkých andělů odkazuje svým počtem znovu na symbol pěti. Opat Vejmluva sepsal 7. dubna 1725 smlouvu na sochařskou výzdobu kostela u chrudimského sochaře Jana Pavla Čechpauera. Ten stihl vytvořit pouze sochy čtyř andělů na hlavním oltáři. Po jeho smrti zakázku přebral jeho spolupracovník a následovník Ignác Rohrbach, který dodal do roku 1727 zbývajícího anděla podpírající zeměkouli a ústřední sochu světce. Rohrbach poté rovněž dokončil rozpracované sochy čtyř evangelistů na bočních oltářích. Volba sochařů, kteří mají blízko k dílně Matyáše Bernarda Brauna, zde nebyla náhodná, neboť Santini mnohokrát spolupracoval na svých realizacích právě s Braunem, jehož sochařský jazyk mu zjevně velmi vyhovoval.

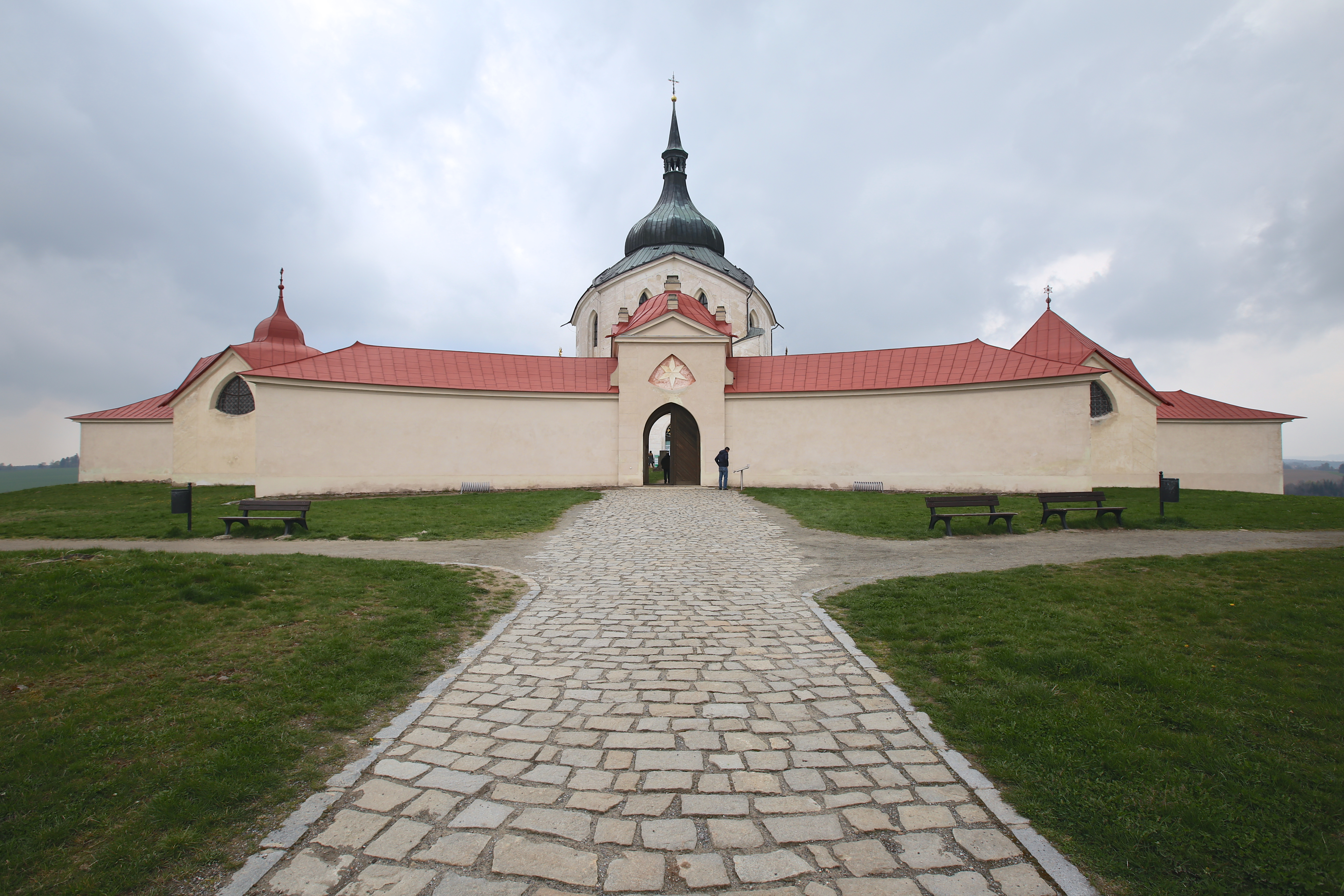
Pohled na kostel od příchozí cesty

Kolem kostela byl vybudován na půdoryse složeném z deseti úseků kružnic prstenec ambitů, který je pročleněn pěti pětiúhelnými kaplemi a pěti branami. Střechy kaplí původně vrcholily pěti pylony, které opět poukazovaly na význam světla a symbolizovaly věčnost. Tyto ambity s kaplemi sloužily pro poutnické modlitby a k ochraně poutníků před nepřízní počasí. Nejen samotný kostel, ale i tento prstenec ambitů svým architektonickým řešením jasně dokládá Santiniho obrovskou architektonickou a tvůrčí potenci. Na vrcholech průchodů jsou dochovány sochy tří personifikovaných ctnostní sv. Jana Nepomuckého, označované jako Čistota se svící, Zdrženlivost s miskou, a Víra s dalekohledem. Poškozené originály připisované braunovskému tovaryši Řehoři Thenymu jsou nahrazeny kopiemi. Theny je doložen i při návrhu reliéfů na nosítkách pro poutní stříbrnou sochu světce z roku 1729 od pražského zlatníka Jana Diesbacha, která se žel po roce 1784 ztratila. 
Na hřbitově zřízeném po požáru koncem 18. století se již nepohřbívá a hroby byly postupně zrušeny, aby vnitřní prostor ambitů získal původní barokní podobu.

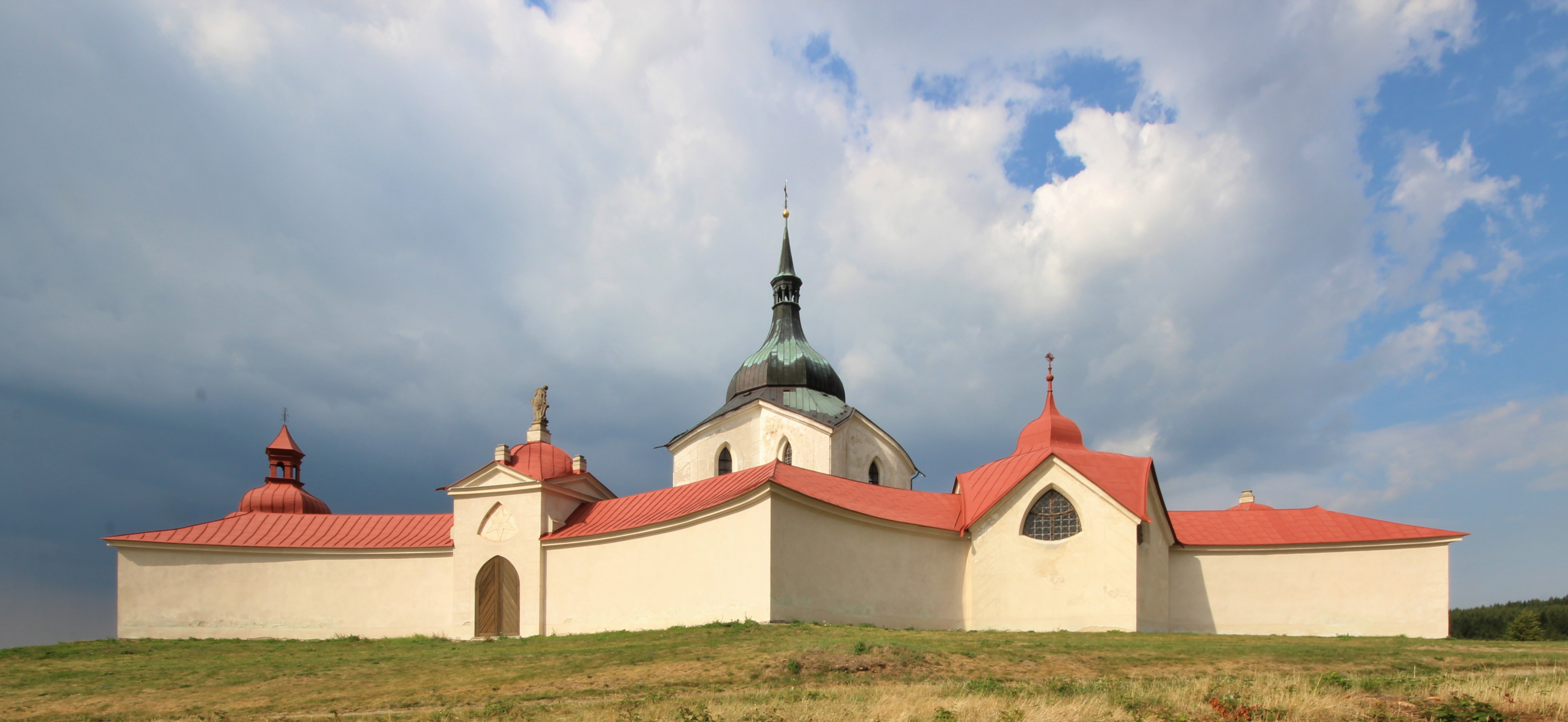
Celkový pohled na areál

## Zvony
Poprvé byly zelenohorské zvony zrekvírovány v průběhu první světové války. Nové zvony byly odlity v Brně až v roce 1926 a odlil je zvonař Rudolf Manoušek:
- zvon svatý Cyril, ladění a2, váha 37 kg,
- zvon svatý Metoděj, ladění g2, váha 57 kg,
- zvon neznámého jména, ladění c3.

Zvony byly na jaře roku 1941 zrekvírovány pro válečné účely.
V roce 2015 odlil zvonařský mistr Petr Rudolf Manoušek, vnuk Rudolfa Manouška, v nizozemském Astenu nové zvony ve stejném ladění:
- zvon svatý Vojtěch, ladění a2, váha 35 kg, je umístěn v západní věžičce ambitu – bude zvonit ráno v 8 hodin,
- zvon svatá Zdislava, ladění g2, váha 60 kg, je umístěn v západní věžičce ambitu – bude zvonit klekání v 18 hodin,
- zvon svatí Cyril a Metoděj, ladění c3, váha 84 kg, je umístěn ve věži kostela a bude zvonit v poledne.

Všechny tři zvony najednou budou zvonit před sobotní mší a v neděli v poledne. Vzhledem ke stísněným prostorům ve věžích jsou zvony vybaveny elektrickým zvonicím strojem.
Slavnostní posvěcení zvonů provedl brněnský biskup Mons. Vojtěch Cikrle během svatojanské pouti dne 16. května 2016. Zvony byly do věží zavěšeny 27. července 2016. První vyzvánění proběhlo v neděli 18. září 2016.

## Galerie

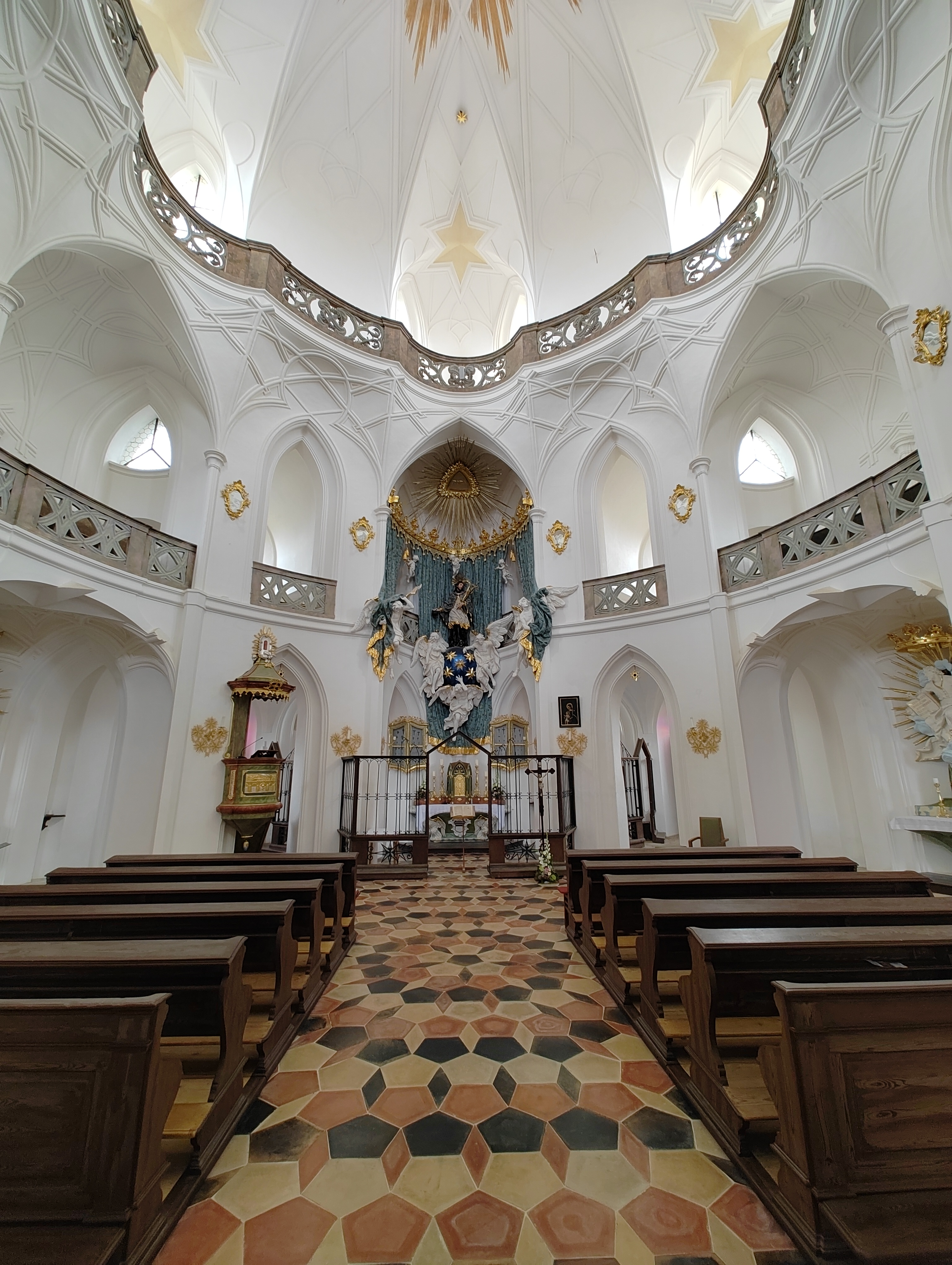
Celkový pohled od hlavního vchodu
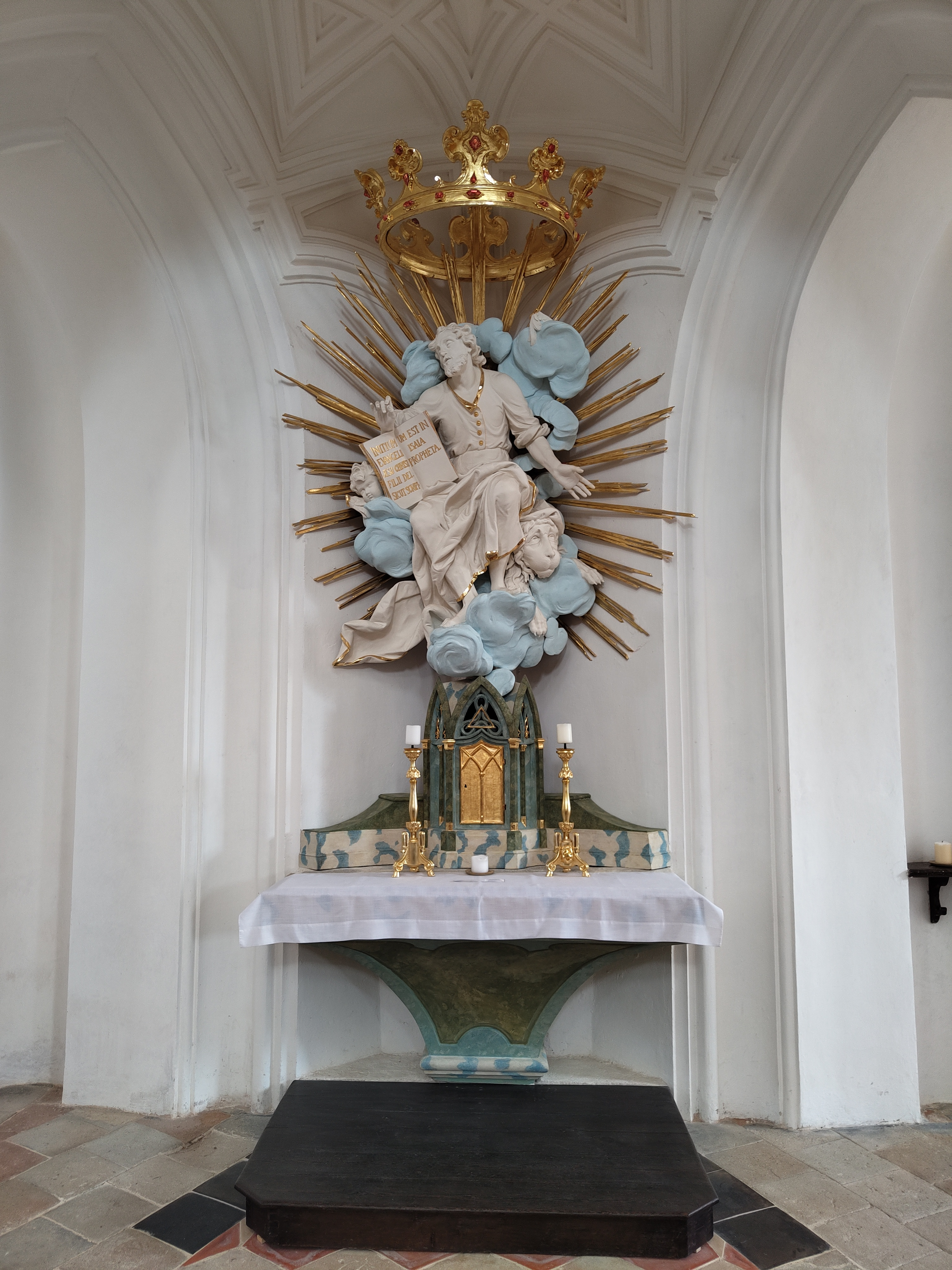
Vedlejší oltář sv. Marka
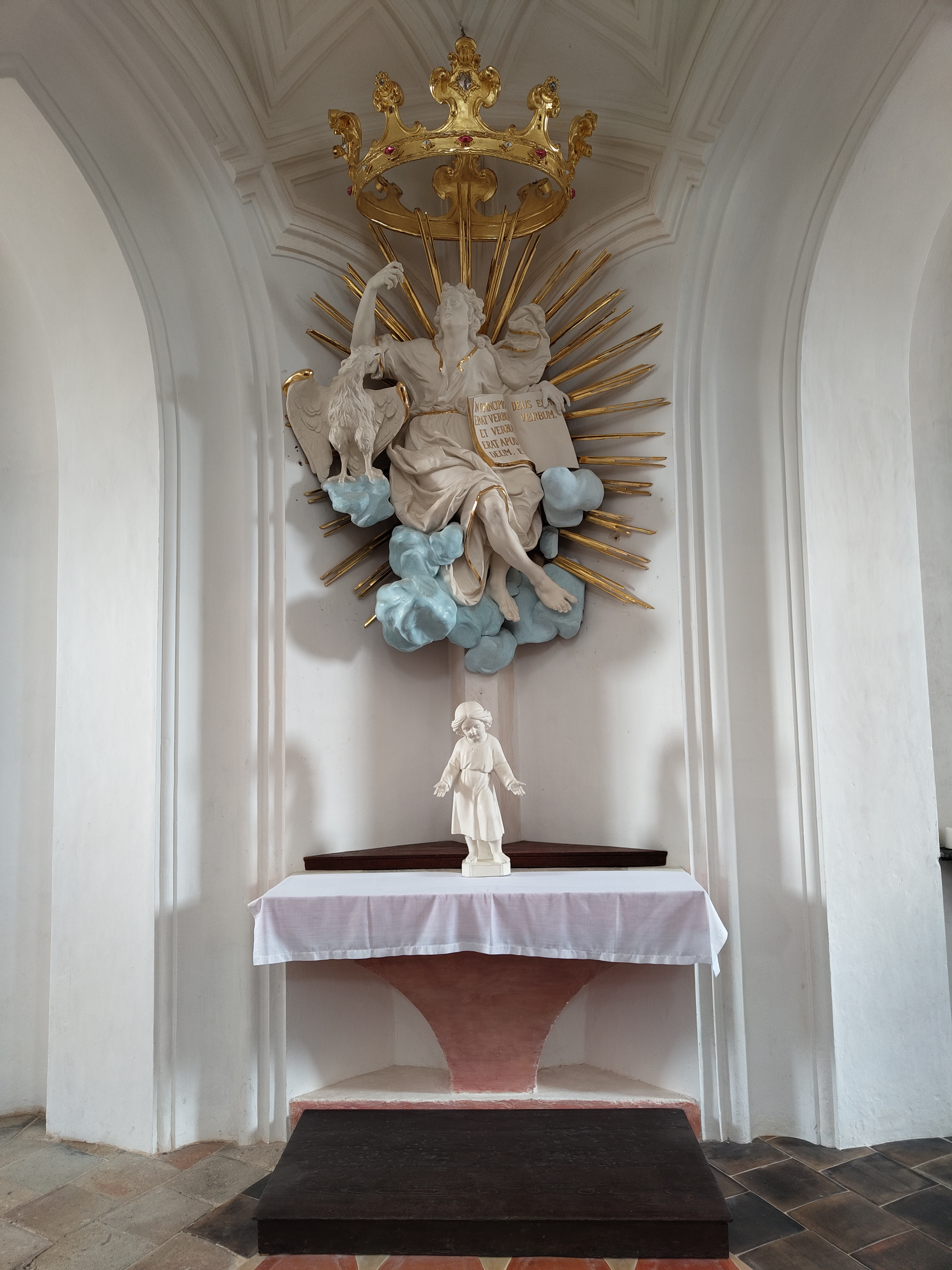
Vedlejší oltář sv. Jana Evangelisty
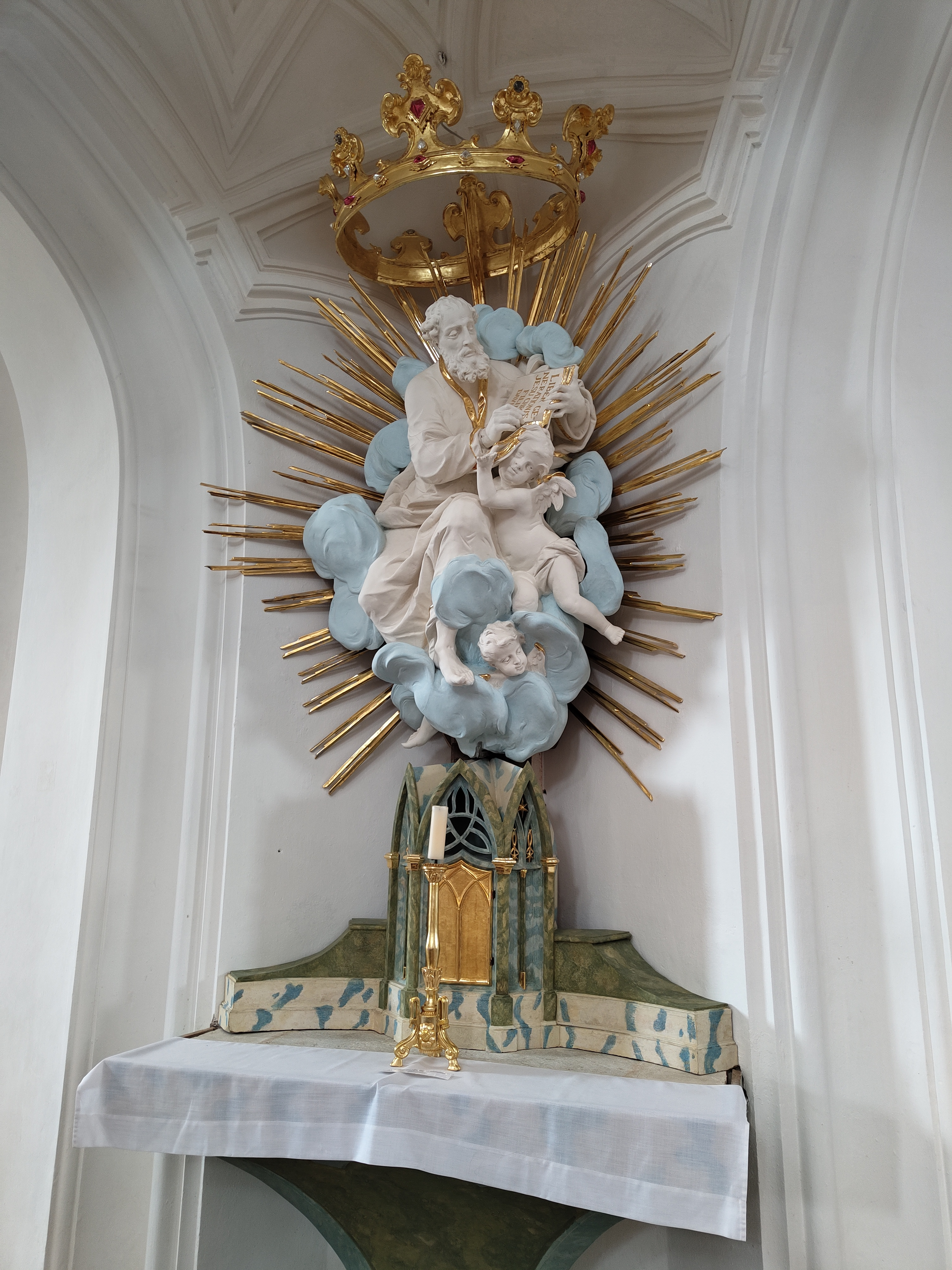
Vedlejší oltář sv. Matouše
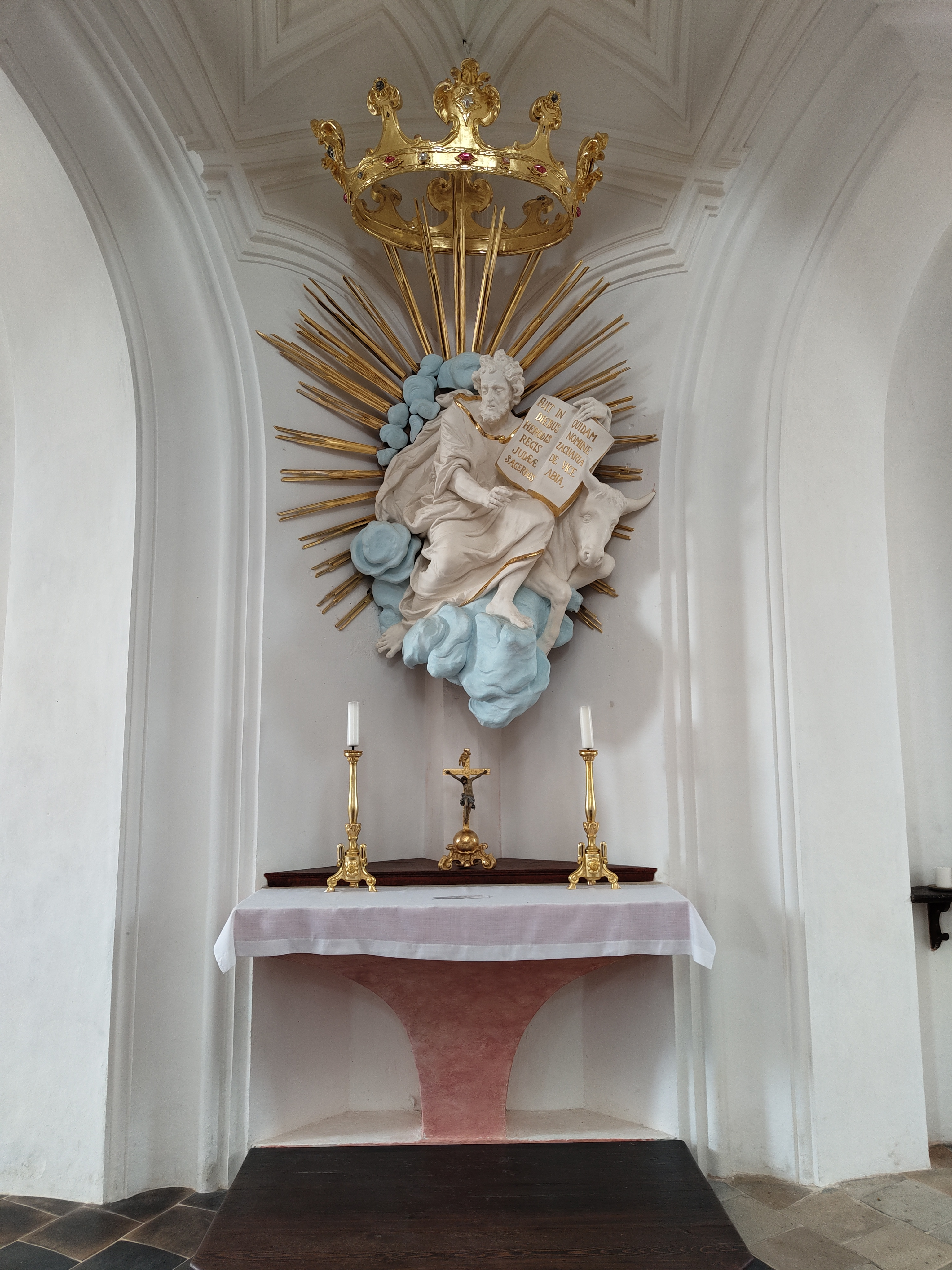
Vedlejší oltář sv. Lukáše
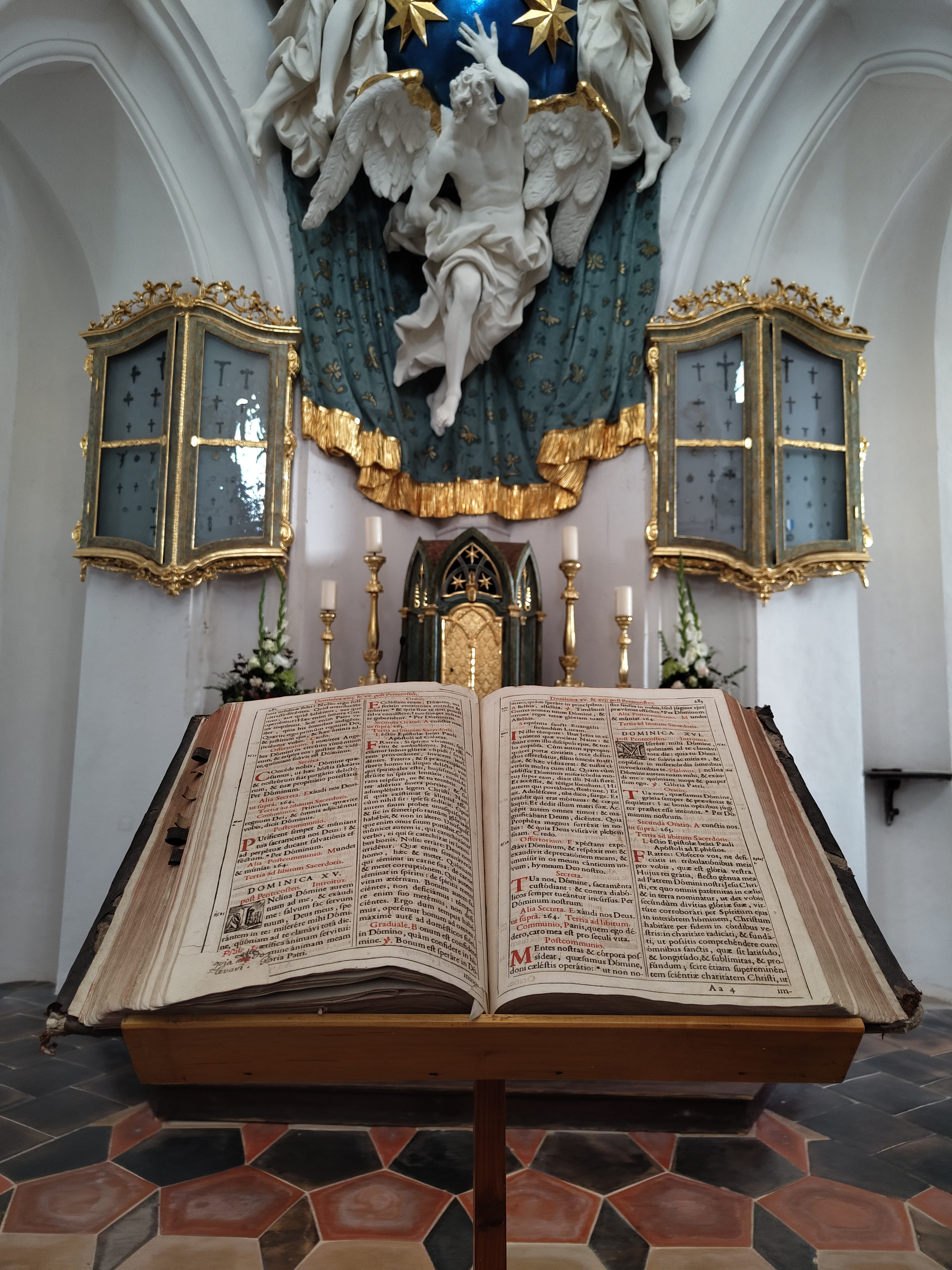
Detail liturgické knihy před hlavním oltářem
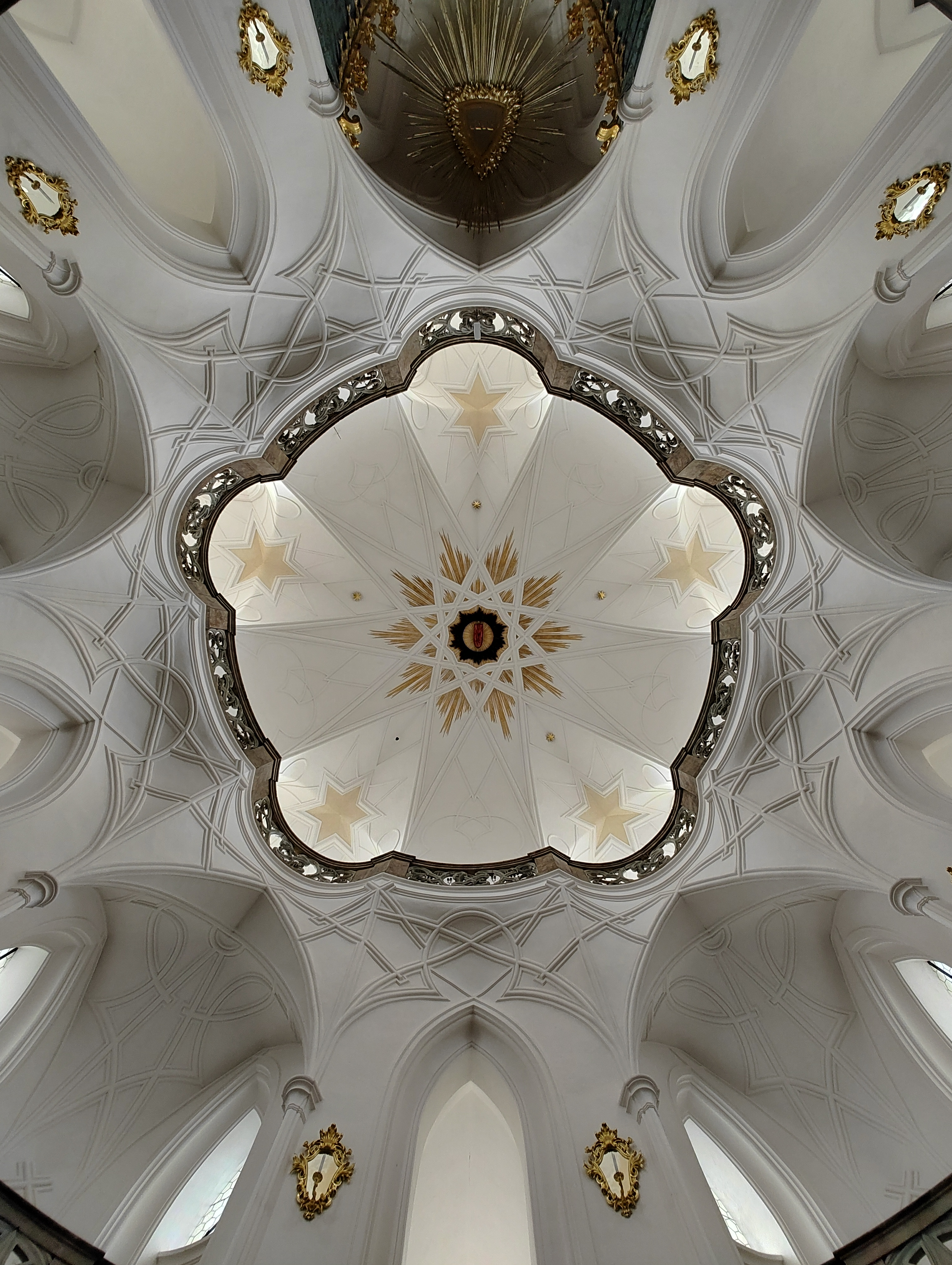
Klenba kostela
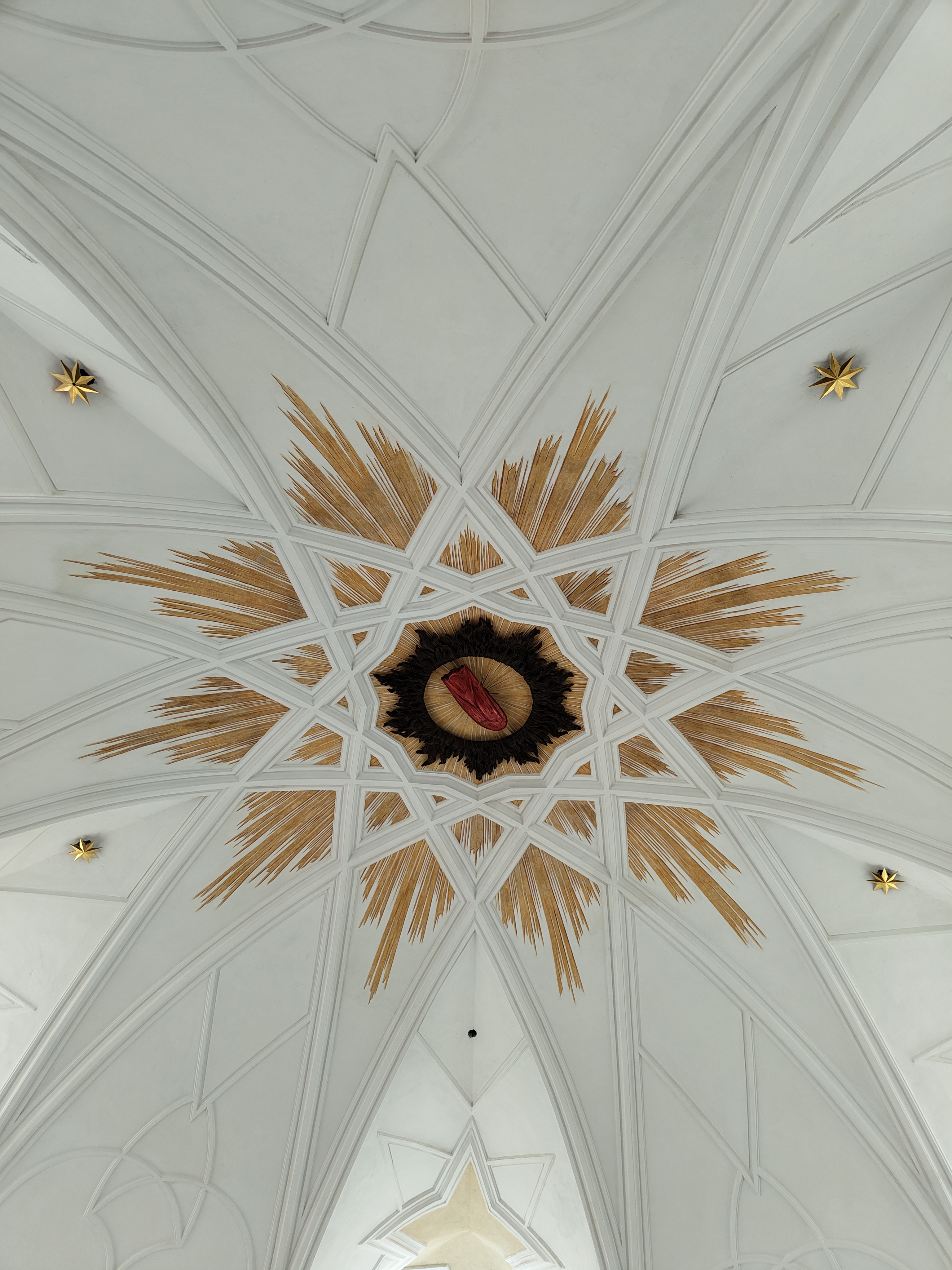
Detail stropu
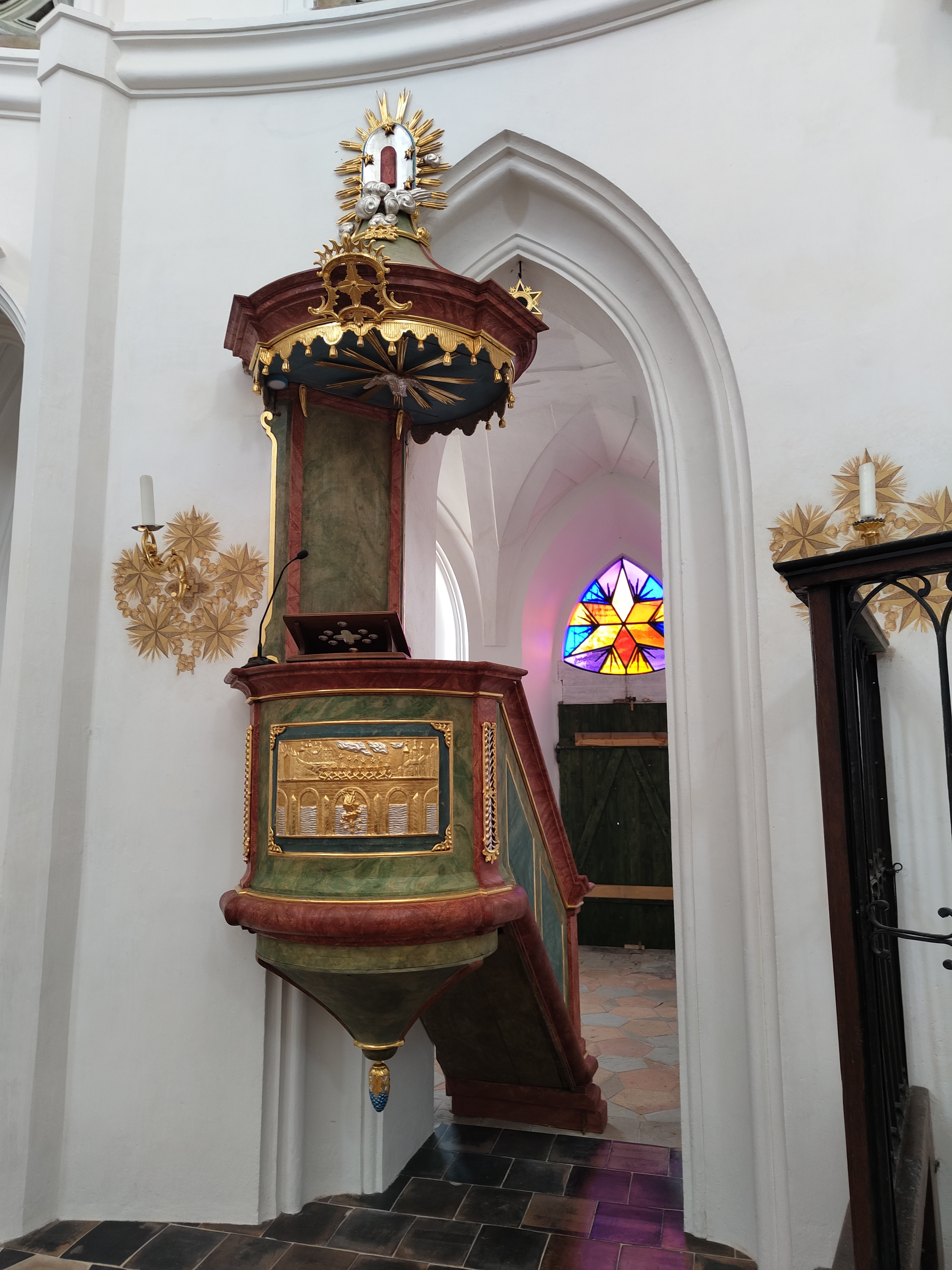
Kazatelna
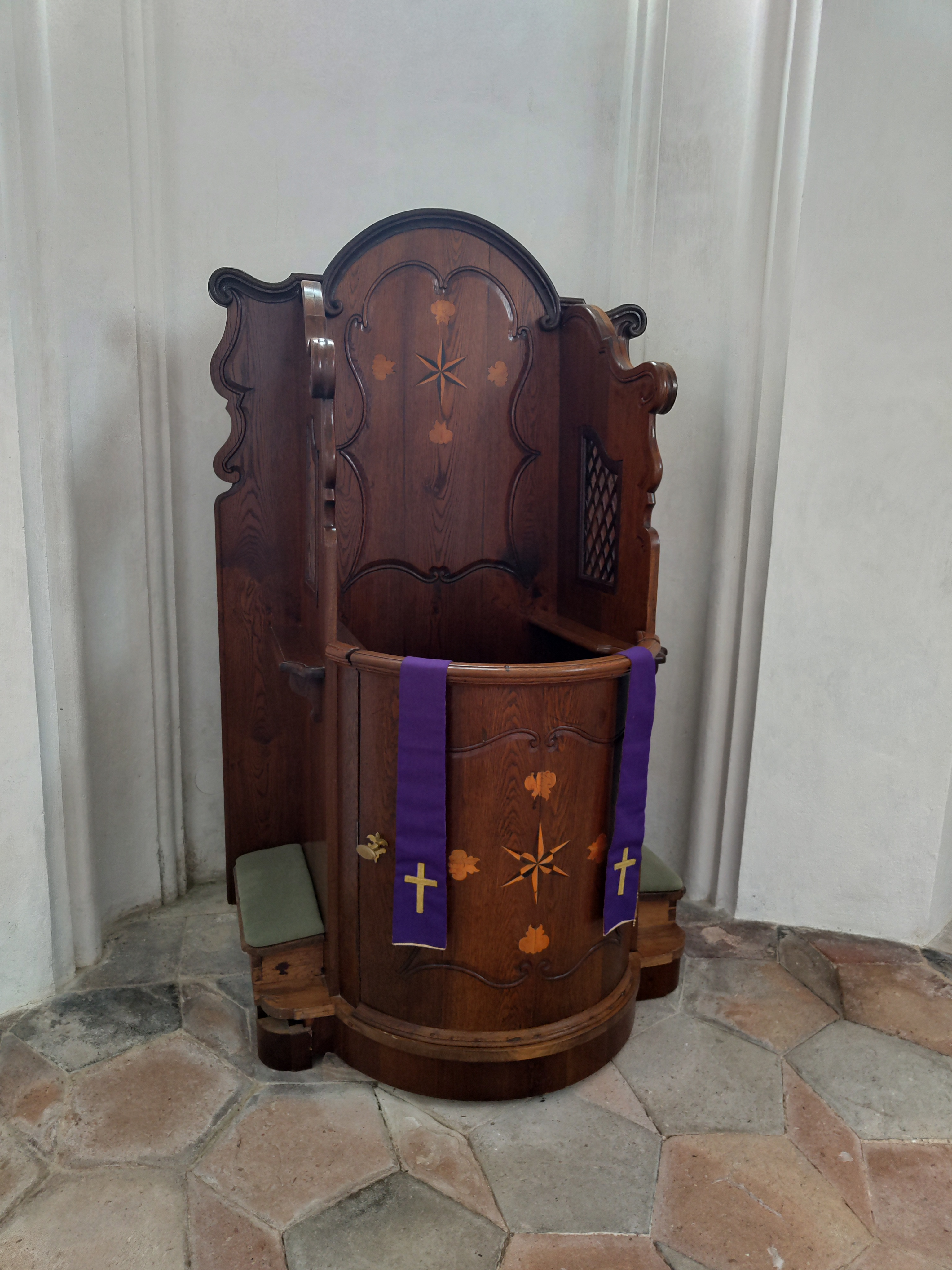
Zpovědnice
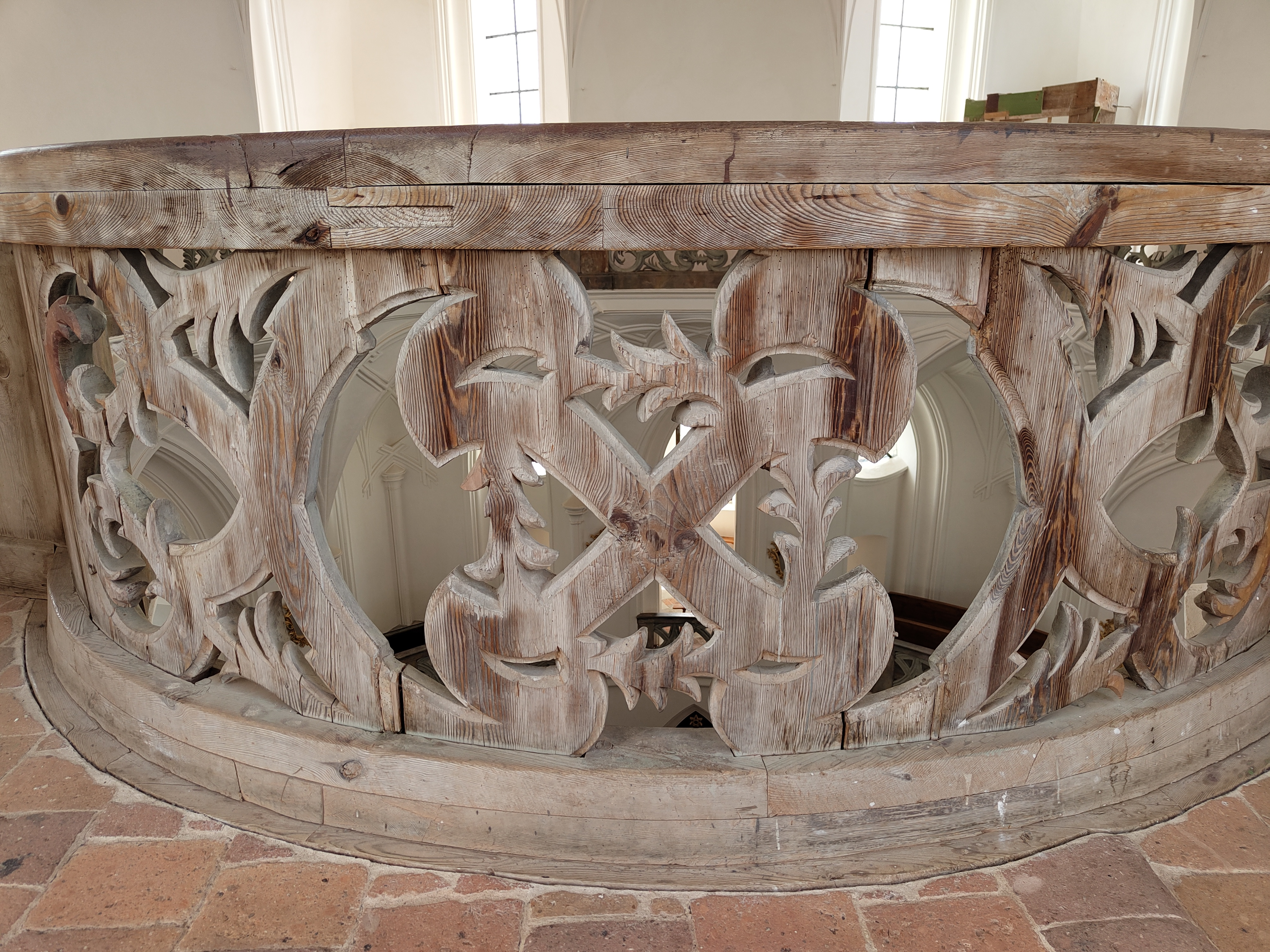
Detail dřevěného zábradlí